# Ibak
Ibak, tudi Abak, Ivak, Said Ibrahim in kan Tjumena,  je bil od leta 1468 do 1495 šibanidski kan  Sibirskega kanata,  * ni znano, † 1495.
V primarnih virih so podatki o njem zelo protislovni.  

## Zgodovina
Po razpadu Zlate horde so zavladale regionalne sile: južno od Urala Nogajci, jugovzhodno od Urala  Šibanidi in v gozdnati predelih proti vzhodu pa Tajbugini. V Sibirskem kanatu  so izmenično vladali Šibanidi in Tajbugini. 
Okoli leta 1428 je Šibanid Abulhair ubil sibirskega kana Kaži Mohameda in ustanovil kratkoživo cesarstvo, ki se je raztezalo od Sibirije na severu do Sir Darje. Težišče oblasti in z njim prebivalci so se pomaknili proti jugovzhodu, preostali Šibanidi pa so se zbrali okoli Ibaka. Leta 1464 ali po Abulhairjevi smrti leta 1468 ali okoli leta 1480 je Ibak s pomočjo Nogajcev ubil tajbuginskega kana Mara in postal kan Sibirskega kanata. 
Neznano kdaj sta se spopadla nogajska brata Musa in Jamgurči. Slednji je na svojo stran privabil Ibaka.  Ibak se je pojavil ob Volgi in trdil, da ima več pravic do prestola v Veliki hordi kot Šejk Ahmed. Med zastojem Ahmedovega pohoda proti Moskovski veliki kneževini na reki Ugri jeseni 1480 naj bi se Ibak dogovarjal z Moskovčani, da bi Ahmeda napadel iz zaledja. Leta 1491 sta Ibak in Jamgurči (morda tudi Musa) ubila Šejka Ahmeda. 
Ibaka je najverjetneje leta 1495 (ali 1494 ali 1493) ubil Marov vnuk Mamut in nato postal kan Sibirskega kanata. 
Po letu 1502 je v Sibirskem kanatu vladal njegov sin Murtaza. Njegov vnuk Kučum je bil zadnji sibirski kan. Njegov mlajši brat Mamuk je bil nekaj časa (1495–1496) kan Kazanskega kanata.